# Гваш
Гваш, също гуаш, (от ит. guazzo през фр. gouache) е вид водна боя от минерален произход, приготвени в разтвор с растителен клей (гума арабика, декстрин и др.). Той има голяма покривна способност и с него се работи върху хартия, най-вече при рисуване на плакати и илюстрации.
Различава се от акварела по това че е по-гъст и частиците в разтвора са по-едри, както и по съдържанието на тебешир, който прави цветовете по-матови и с по-висока отражателна способност. Особеност и трудност при рисуването с гваш е, че когато той изсъхне, цветовете изглеждат по-различно, отколкото докато боята е мокра: светлите цветове потъмняват, а тъмните – изсветляват.
През Средновековието гвашът е използван за рисуване на миниатюри. Той е предпочитана техника за художниците от 18 век Лудовико Моро и Фьодор Толстой. През 1952 г. Анри Матис рисува с гваш известната си серия от сини актове.